# 광산군
광산군(光山郡)은 1935년 10월 1일부터 1987년 12월 31일까지 전라남도에 있었던 군이다. 현재는 광주광역시로 편입되었다.

## 역사

### 광산군
- 1935년 10월 1일 광주군 광주읍이 광주부로 승격되어 분리되고, 광주군을 광산군으로 개칭하였다.[1] (12면)

| 조선총독부령 제112호      |             |
| 구 행정구역               | 신 행정구역 |
| 광주군 광주읍             | 광주부 일원 |
| 광주군 일원 (광주읍 제외) | 광산군 일원 |
- 1937년 7월 1일 송정면을 송정읍으로 승격하였다.[2] (1읍 11면)
- 1949년 8월 14일 나주군 평동면, 삼도면, 본량면을 편입하였다. (1읍 14면) 광산군청을 광주시 대의동에서 송정읍 송정리로 이전하였다.
- 1955년 7월 1일 효지면, 석곡면 대부분, 극락면, 서방면이 광주시에 편입되었다.[3] 석곡면의 나머지 지역은 담양군 남면에 편입했다.(1읍 10면)

| 법률 제361호                                         |                                                 |
| 구 행정구역                                          | 신 행정구역                                     |
| 광산군 서방면 일원                                   | 광주시 일부                                     |
| 광산군 극락면 일원                                   | 광주시 일부                                     |
| 광산군 효지면 일원                                   | 광주시 일부                                     |
| 광산군 석곡면 화암리, 청풍리, 망월리, 장등리, 운정리 | 광주시 일부                                     |
| 광산군 석곡면 덕의리, 충효리, 금곡리                 | 담양군 남면 일부(1957년 11월 6일 광주시에 편입) |
- 1957년 11월 6일 지산면, 대촌면, 서창면이 광주시에 편입되었다.[4] 이날 1955년 담양군에 편입되었던 구 석곡면 지역도 광주시에 편입됐다. (1읍 7면)

| 법률 제454호                     |                    |
| 구 행정구역                      | 신 행정구역        |
| 광산군 대촌면 일원               | 광주시 일부        |
| 광산군 지산면 일원               | 광주시 일부        |
| 광산군 서창면 일원 (송대리 제외) | 광주시 일부        |
| 광산군 서창면 송대리             | 광산군 동곡면 일부 |
- 1963년 1월 1일 광주시 서호동, 방하동, 신호동이 광산군 서창면으로, 광주시 송석동, 등룡동, 학승동이 광산군 대촌면으로 환원되었다.[5] (1읍 9면)

| 법률 제1175호                 |                    |
| 구 행정구역                   | 신 행정구역        |
| 광주시 서호동, 방하동, 신호동 | 광산군 서창면 일원 |
| 광주시 송석동, 등룡동, 학승동 | 광산군 대촌면 일원 |
- 1986년 11월 1일 송정읍이 송정시로 승격되었다.(9면)[6]
- 1988년 1월 1일 광산군 및 송정시 일원이 광주직할시 광산구로 편입되었다.

### 송정시
- 1986년 11월 1일 광산군 송정읍이 광주의 위성도시로 성장함에 따라 송정시로 승격되었다.[7]
- 1988년 1월 1일 광산군 및 송정시 일원이 광주직할시 광산구로 편입되었다.

## 같이 보기
- 광산구
- 광주광역시